# 38 (tal)
38 er et lige heltal og det naturlige tal, som kommer efter 37 og efterfølges af 39.

## Matematik
Tallet 38 
- er 2 * 19, hvor 32 + 819 er et primtal.
- er et semiprimtal
- er summen af kvadratet på de tre første primtal 22 + 32 + 52

## Andet
- 38 er atomnummeret på grundstoffet Strontium.
- Arnold Schwarzenegger er den 38th guvernør i Californien.

- Wikimedia Commons har flere filer relateret til 38 (tal)

| Matematik | Spire Denne artikel om matematik er en spire som bør udbygges. Du er velkommen til at hjælpe Wikipedia ved at udvide den. |